# 184规则

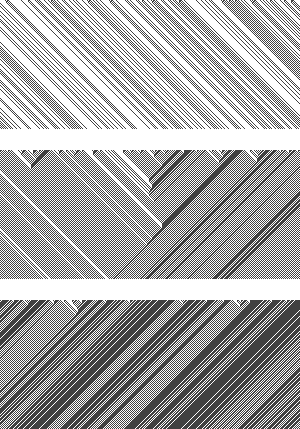
184规则，上中下分别代表三个不同起始密度的通过生成随机起始状态后，进行迭代128次产生的相图：上图起始密度25％，中间图起始密度50％，底部图起始密度75％。 这三个模拟的道路容量（road capacity）都是300，这意味着这条路最多容纳300辆车。

184规则 是种一维二进制细胞自动机规则, 在解决多数问题(majority problem)以及同时描述几个看似完全不同的粒子系统时有着应用：
- 184规则可以用来简单模拟一条单向车道上的车流，并形成了描述更复杂交通流量模型的细胞自动机模型的基础。[1]
- 184规则还可以用于模拟颗粒沉积到不规则表面上的过程，每个步骤中都会有表面的局部最小值被颗粒填充。在执行模拟的每个步骤时，颗粒的数量是不断增加的。 一旦放置，粒子就不再移动。
- 184规则还可以根据弹道湮灭的概念来理解，系统中不同的粒子通过一维介质向左向右移动。当两个移动方向不同的粒子碰撞时，它们彼此湮灭，使得在执行完每个步骤后，粒子数只能保持不变或者减少。

以上描述虽然有着的明显矛盾，但是可以通过设置不同的自动机状态与粒子的相关关系来描述不同的问题。

## 定义
184规则的自动机状态由一维的单元阵列组成，每个单元包含二进制值（0或1）。其中0可以表示道路可以可用，1可以表示车辆。 在其演化的每个步骤中，184规则自动机同时对所有细胞使用以下规则生成下一个阵列中的每个细胞，以确定每个细胞的新状态：
| 当前状态         | 111 | 110 | 101 | 100 | 011 | 010 | 001 | 000 |
| 中心细胞的新状态 | 1   | 0   | 1   | 1   | 1   | 0   | 0   | 0   |

此规则的；之所以命名为184规则，是因为描述上述状态表的Wolfram代码的最后三行：10111000，由二进制转换为十进制时是数字184。
有好几种不同的方式直观地描述184规则：

## 交通流量

使用184规则模拟交通流。 每个不为零的单元对应一辆车，并且每辆车只在其前面具有开放空间时（前面一个格子为零）才向前移动。这里前方定义为格子的右向

## 表面沉积

使用184规则模拟表面沉积。 在形成对角取向的正方形晶格的颗粒层中，新颗粒结构在经历每个步骤后粘附到表面的局部最小值。 细胞自动机对表面的局部斜率的变换进行了模拟。

## 弹道湮灭

使用184规则模拟弹道湮灭。 粒子和反粒子（由具有相同状态的连续细胞）向相反方向移动，当它们碰撞时彼此湮灭。